# 西山隆一郎
西山 隆一郎（にしやま りゅういちろう、1964年（昭和39年）8月30日 - ）は、日本の実業家。西武ホールディングス代表取締役社長 社長執行役員兼COO。

## 来歴・人物
神奈川県横浜市出身。1987年に横浜国立大学経済学部を卒業後、第一勧業銀行（現・みずほフィナンシャルグループ）に入行した。
2003年にみずほホールディングス広報部参事役に就任した。
2009年に西武ホールディングスに入社し、総合企画本部広報室長に就任する。以降は西武ホールディングス、西武鉄道両社で広報部長を兼任し、米投資ファンドによるTOBなど有事の際の広報活動をリードした。
2017年には西武ホールディングス上席執行役員として管理部も担当する。加えてプリンスホテル（当時）取締役常務執行役員として、管理部・広報部・フロンティアビジネス事業部の担当役員を兼任した。
2021年からは西武ホールディングスにて経営企画本部長に就任し、コロナ禍を乗り越えるべく策定した中期経営計画を遂行し、事業構造の大きな転換を図る改革に邁進した。2022年に西武ホールディングス取締役常務執行役員、および西武・プリンスホテルズワールドワイド取締役常務執行役員となる。
2023年4月1日、西武ホールディングス代表取締役社長 社長執行役員兼COOに就任した。